# Alpencup
De Alpen Cup, ook wel Coppa delle Alpi of Coupe des Alpes genoemd, was een voetbalcompetitie voor voetbalteams uit landen gelegen in de Alpen. De competitie opzet is op diverse manieren gespeeld. De deelnemers waren voetbalclubs uit Italië, Zwitserland, Frankrijk, Monaco en Duitsland. Dit bekertoernooi werd van 1960 tot 1987 jaarlijks georganiseerd door de FIGC en de SFV. De Alpencup wordt gezien als een van de voorlopers van de UEFA Intertoto Cup.

## Winnaars (1960-1987)
| Voetbalclub         | Overwinningen | Verloren finales | Gewonnen edities       |
| ------------------- | ------------- | ---------------- | ---------------------- |
| Servette FC         | 4             | 0                | 1973, 1975, 1976, 1978 |
| AS Monaco           | 3             | 1                | 1979, 1983, 1984       |
| FC Basel            | 3             | 4                | 1969, 1970, 1981       |
| AJ Auxerre          | 2             | 1                | 1985, 1987             |
| Genoa CFC           | 2             | 0                | 1962, 1964             |
| Nîmes Olympique     | 1             | 2                | 1972                   |
| Juventus FC         | 1             | 1                | 1963                   |
| Girondins Bordeaux  | 1             | 1                | 1980                   |
| Eintracht Frankfurt | 1             | 0                | 1967                   |
| FC Schalke 04       | 1             | 0                | 1968                   |
| SSC Napoli          | 1             | 0                | 1966                   |
| BSC Young Boys      | 1             | 0                | 1974                   |
| Stade Reims         | 1             | 0                | 1977                   |
| SS Lazio            | 1             | 0                | 1971                   |
| FC Nantes           | 1             | 0                | 1982                   |

## Opzet
De competitie opzet is op diverse manieren gespeeld:
- 1960-61: Rivaliteitstrijd tussen Italiaanse en de Zwitserse voetbalteams.
- 1962-66: Competitie bestaande uit Italiaanse en Zwitserse clubs.
- 1967-68: Competitie bestaande uit Duitse, Italiaanse en Zwitserse clubs.
- 1969-71: Competitie bestaande uit Italiaanse en Zwitserse clubs.
- 1972-87: Competitie bestaande uit Franse, Monegaskische en Zwitserse clubs.